# CCP Records
CCP Records ist ein österreichisches Label für Metal aus Linz, welches sich auf Black-, Pagan- sowie Viking Metal spezialisiert hat. Das Label wurde 1995 von Eigentümer Claus Prellinger gegründet und verfügt über ein eigenes Studio.
Zu den unter Vertrag stehenden Bands zählen auch szenebekannte Bands wie etwa Vanitas, Dorn, Riger oder XIV Dark Centuries. Auch die Band Dornenreich ließ ihre ersten beiden Alben von CCP Records veröffentlichen.

## Veröffentlichungen (Auszug)
- Dorn – Spiegel der Unendlichkeit (2007)
- Dornenreich – Nicht um zu sterben (1997)
- Dornenreich – Bitter ist’s dem Tod zu dienen (1999)
- Estatic Fear – Somnium Obmutum (1996)
- Estatic Fear – A Sombre Dance (1999)
- Lost Shade – Rückkehr nach Asgard (2010)
- Riger – Der Wanderer (1998)
- Riger – Hamingja (2000)
- Riger – Des Blutes Stimme (2002)
- Riger – Gjallar (2004)
- Spectral – Stormriders (2007)
- Spectral – Evil Iron Kingdom (2009)
- Spectral – Gateway to Death (2012)
- Strydegor – Back on Ancient Traces (2009)
- Strydegor – In the Shadow of Remembrance (2012)
- Thirdmoon – Grotesque Autumnal Weepings (1997)
- Thorondir – Düsterwald (2009)
- Thorondir – Aus jenen Tagen (2011)
- Thy Nemesis – Forgotten Dreadful Legends (2003)
- Thy Nemesis – Christcrushing Anthems (2005)
- Triglav – When the Sun Is Rising Above the Earth (2006)
- Vanitas – Das Leben ein Traum (2000)
- Vanitas – Der Schatten einer Existenz (2002)
- Vanitas – Lichtgestalten (2004)
- Vobiscum – Traum ewiger Finsternis (1998)
- Vobiscum – Christenblut (2004)
- Winter of Sin – Woest (2006)
- Winter of Sin – Razernij (2008)
- Wolfchant – Bloody Tales of Disgraced Lands (2005)
- Wolfchant – A Pagan Storm (2007)
- Wolfmare – Whitemare Rhymes (2008)
- Woodland – Dreamility (2009)
- XIV Dark Centuries – … den Ahnen zum Grusse … (2003)
- XIV Dark Centuries – Jul (2005)